# Jańska Góra
Jańska Góra (565 m n.p.m., niem. Henningsberg) – wzniesienie w południowo-zachodniej Polsce, w Sudetach Zachodnich, w paśmie Rudaw Janowickch.

## Położenie
Wzniesienie położone jest w Sudetach Zachodnich, w południowo-wschodniej części Rudaw Janowickch, pomiędzy Przełęczą Karpnicką a Masywem Fajki.

## Charakterystyka
Wzniesienie o niewyraźnie zaznaczonym wierzchołku, stanowiące niższą kulminację Fajki, wyrasta na północny zachód od niej, w postaci wydłużonego, wąskiego wzniesienia, o stromo opadających północnych, południowo-zachodnich i północno-wschodnich zboczach. Wznosi się w długim ramieniu, odchodzącym na północny zachód od Świniej Góry w stronę Gór Sokolich. Położenie góry, nad Przełęczą Karpnicką, oraz kształt góry i wydłużona część szczytowa, czynią górę rozpoznawalną w terenie.
Zbudowane jest z waryscyjskich granitów. Na szczycie wzniesienia występuje grupa okazałych granitowych skałek, a północno-zachodnim zboczu oprócz grup skałek występują pojedyncze skały granitowe i niewielkie urwiska skalne.
Cały szczyt i zbocza porastają rozległe lasy głównie świerkowe z domieszką innych gatunków drzew liściastych. Przez zbocza poniżej szczytu przebiega kilka leśnych ścieżek.
Wzniesienie położone jest na terenie Rudawskiego Parku Krajobrazowego.

## Inne
- Na południowy zachód od szczytu położona jest miejscowość Karpniki.
- Szczyt Jańskiej Góry jest niedostępny dla turystów, nie prowadzi do niego szlak turystyczny. Na południowo-zachodnim zboczu ok. 65 m poniżej szczytu górę przecina leśna droga

## Ciekawostki
- Przez szczyt góry przebiega granica administracyjna między gminą Janowice Wielkie i gminą Mysłakowice.

## Turystyka
Na szczyt góry można dojść 
- - z Przełęczy Karpnickiej żółtym i niebieskim szlakiem w kierunku Starościńskich Skał, po kilkuset metrach od przełęczy w lewo nieoznaczoną ścieżką prowadzącą w pobliże szczytu.